# Выгодовка
Выгодовка (укр. Вигодівка) — село в Витвицкой сельской общине Калушского района Ивано-Франковской области Украины.
Население по переписи 2001 года составляло 90 человек. Занимает площадь 3 км². Почтовый индекс — 77533. Телефонный код — 3477.